# 오민우 (희극인)
오민우(宋弼根, 1995년 5월  31일 ~ )은 대한민국의 희극인이다